# إيفون فروست
إيفون فروست (بالإنجليزية: Yvonne Frost)‏ هي كاتِبة أمريكية، ولدت في 1931 في لوس أنجلوس في الولايات المتحدة.